# フルトン郡 (ペンシルベニア州)
フルトン郡（英: Fulton County）は、アメリカ合衆国ペンシルベニア州の南部に位置する郡である。2010年国勢調査での人口は14,845人であり、2000年の14,261人から4.1%増加した。郡庁所在地はマッコネルズバーグ・ボロ（人口1,220人）であり、同郡で人口最大の町でもある。
フルトン郡は1850年4月19日に、ベッドフォード郡から分離して設立された。郡名は蒸気船の発明家ロバート・フルトンにちなんで名付けられた。

## 地理
アメリカ合衆国国勢調査局に拠れば、郡域全面積は438平方マイル (1,134 km2)であり、このうち陸地438平方マイル (1,134 km2)、水域は0平方マイル (0 km2)で水域率は0.11%である。チェサピーク湾水系の上流にあり、郡の大半はポトマック川に排水されるが、北部と北東部はジュニアータ川からサスケハナ川に流れる。

## 地質
フルトン郡はリッジ・アンド・バレー地理区分の中に位置し、古生代前期からの中期の褶曲し、断層が入った堆積岩が特徴である。
堆積岩の層序学的見解では、マッコネルズバーグすぐ南に露出するカンブリア紀シャディグローブ層から郡最北端のペンシルベニア紀アリゲイニーグループまである。いかなる種類の火成岩も変成岩も郡内では見られない。
郡内の主要な山脈はレイズヒル（ベッドフォード郡との郡境に沿う）、タウンヒル、サイドリングヒル、スククラブリッジ、メドウグランウンズ山であり、これらすべてはミシシッピ紀ポコノ層に保持され、石英、砂岩、礫岩でできている。レイズヒルとタウンヒルは向斜であり、またスククラブリッジ、メドウグランウンズ山も向斜、サイドリングヒルはそれ自体が向斜になっている。ディッキーズ山とタスカローラ山は西のフランクリン郡境にあり、向斜になっているが、この尾根はタスカローラ層に保持されている。郡北東隅にあるブロードトップは比較的平らな岩の台地であり、層序的に高く、郡内の岩層よりも若いミシシッピ紀やペンシルベニア紀のものである。ブロードトップは北のハンティンドン郡や西のベッドフォード郡に広がっている。
フルトン郡の全体は氷河端の南に遠く離れており、氷河作用の影響を受けていない。しかし、更新世（氷期）に周氷河作用が及んだ。その時代には凍土だった可能性が強い。
郡北西隅のウェルズ・タウンシップにはブロードトップ炭田がある。歴青炭を産出している。いくつか廃坑があるが、隣接するベッドフォード郡やハンティンドンで環境問題になっている酸性鉱山排水はそれほど問題にはなっていない。
地質的な特徴ある地域は以下のものがある。
- メドウグランウンズ向斜、マッコネルズバーグの西
- メドウグランウンズ向斜の東側にトランスプレッション構造がある。この構造はシルル紀の隆起断層ブロックと、北向きの断層で周囲を固められたデボン紀岩層でできた複雑な形をしている。

### 主要高規格道路
- ペンシルベニア州道16号線、ブキャナン・トレイルと呼ばれる。マッコネルズバーグが西端であり、州南中部を抜ける2車線幹線道となり、フランクリン郡のウェインズボロに向かう
- ペンシルベニア州道26号線、ユニオン・タウンシップの田園部からベッドフォード郡を抜け、メリーランド州境に至る
- アメリカ国道30号線、リンカーン・ハイウェイの曲がりくねった部分、州間高速道路76号線から離れ、州中央部山岳に並行し、ベッドフォード郡のブリーズウッドから郡内を抜けて、フランクリン郡のチェンバーズバーグに向かう、全線2車線だが、自動車専用道区間があり、マッコネルズバーグのバイパスになっている
- 州間高速道路70号線、郡に入る直前で州間高速道路76号線と分離し、郡西部を南下し、メリーランド州境を越えて州間高速道路68号線に接続し、ボルチモア市に向かう
- *  州間高速道路76号線、有料道路ペンシルベニア・ターンパイクの一部、郡北部に1か所出口がある、テイラー・タウンシップにはサイドリングヒル・トラベルセンターがある
- ペンシルベニア州道475号線、比較的短く田園部を通る、フルトン郡ダブリン・タウンシップが南端、北のハンティンドン郡に向かう
- ペンシルベニア州道484号線、短距離であり、郡内にすべて入っている、州間高速道路70号線とペンシルベニア州道26号線を繋ぐ、ユニオンとベセル各タウンシップを通る
- アメリカ国道522号線、州間高速道路70号線と合流して南のメリーランド州から入り、3マイル (5 km) 走って分離する、郡の幹線道であり、マッコネルズバーグを通り、郡唯一のショッピングセンターを通る。郡に2つある交通信号がここにある。ダブリン・タウンシップでペンシルベニア・ターンパイクに接続してハンティンドン郡に向かう
- ペンシルベニア州道643号線、全長は7マイル (11 km)、州間高速道路70号線とベセルおよびブラッシュクリーク・タウンシップを繋ぐ
- ペンシルベニア州道655号線、州中央山岳部を抜ける道路、南端はメリーランド州境にあるトンプソン・タウンシップ、テイラー・タウンシップから北のハンティンドン郡に向かう
- ペンシルベニア州道731号線、州道としては最短クラス、全長5マイル (8 km)、州間高速道路70号線と州道484号線を繋ぐ、ユニオン・タウンシップを通る
- ペンシルベニア州道913号線、ベッドフォード郡からハンティンドン郡に向かう田園部道路、最終区間がウェルズ・タウンシップとテイラー・タウンシップを通る
- ペンシルベニア州道915号線、山岳部切り通し道路、ベッドフォード郡の田園部からブラッシュクリーク・タウンシップで州間高速道路70号線と接続する
- ペンシルベニア州道928号線、エア・タウンシップからトンプソン・タウンシップを通り、メリーランド州境に向かう

### 隣接する郡
- ハンティンドン郡 - 北
- フランクリン郡 - 東
- ワシントン郡 (メリーランド州) - 南
- アリゲイニー郡 (メリーランド州) - 南西
- ベッドフォード郡 - 西

## 政治
フルトン郡はアメリカ合衆国北東部で最も共和党の支持が強い郡である可能性が強い。
2004年アメリカ合衆国大統領選挙では、共和党のジョージ・W・ブッシュが郡総投票数の52.6%差で民主党ジョン・ケリーを破り、ブッシュの最高支持率となった。やや民主党寄りであるペンシルベニア州では、ケリーが2.5%差でブッシュを制した。大統領選挙でも、共和党のジョン・マケインが48.6%差で民主党のバラク・オバマを破り、マケインの最高支持率となった。州全体では10.3%差でオバマが勝った。1964年以降の大統領選挙では一貫して共和党候補を支持している。2006年のアメリカ合衆国上院議員選挙では共和党現職のリック・サントラムに、また州知事選挙では共和党のリン・スワンに60%以上の支持を与えた。ただし両名共落選した。

## 人口動態
以下は2000年国勢調査による人口統計データである。
| 基礎データ - 人口: 14,261人 - 世帯数: 5,660 世帯 - 家族数: 4,097 家族 - 人口密度: 13人/km2（33人/mi2） - 住居数: 6,790軒 - 住居密度: 6軒/km2（16軒/mi2） 人種別人口構成 - 白人: 98.25% - アフリカン・アメリカン: 0.66% - ネイティブ・アメリカン: 0.20% - アジア人: 0.11% - 太平洋諸島系: 0.01% - その他の人種: 0.04% - 混血: 0.72% - ヒスパニック・ラテン系: 0.36% 先祖による構成 - ドイツ系：40.8% - アメリカ人：20.4% - アイルランド系：8.3% - イギリス系：6.9% | 年齢別人口構成 - 18歳未満: 24.6% - 18-24歳: 7.6% - 25-44歳: 28.4% - 45-64歳: 25.0% - 65歳以上: 14.5% - 年齢の中央値: 38歳 - 性比（女性100人あたり男性の人口） - 総人口: 100.1 - 18歳以上: 98.6 世帯と家族（対世帯数） - 18歳未満の子供がいる: 31.7% - 結婚・同居している夫婦: 59.5% - 未婚・離婚・死別女性が世帯主: 8.2% - 非家族世帯: 27.6% - 単身世帯: 24.0% - 65歳以上の老人1人暮らし: 10.6% - 平均構成人数 - 世帯: 2.50人 - 家族: 2.95人 |

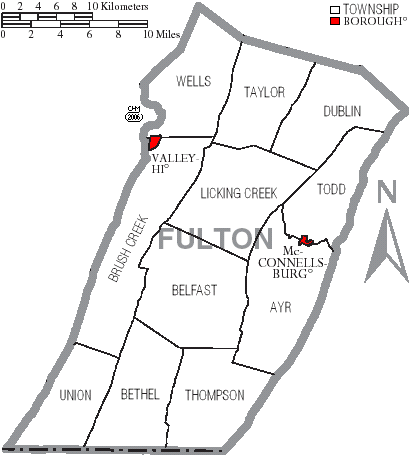
フルトン郡の自治体、ボロは赤、タウンシップは白、国勢調査指定地域は青

## 言語と方言
郡民の大半は第一言語として英語を話している。日常会話は中央ペンシルベニア州アクセントが多い。

## 都市と町
ペンシルベニア州法の下では4種類の自治体がある。市、ボロ、タウンシップ、町である。

### ボロ
- マッコネルズバーグ - 郡庁所在地
- バレーハイ

### タウンシップ
| - エア - ベルファスト - ベセル - ブラッシュクリーク - ダブリン - リッキングクリーク | - テイラー - トンプソン - トッド - ユニオン - ウェルズ |

### 国勢調査指定地域
国勢調査指定地域はアメリカ合衆国国勢調査局が人口統計データを取るために設定した地域である。州法の下では実際の司法権が及ぶ範囲ではない。

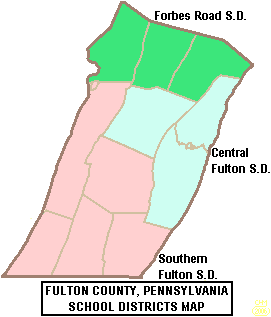
フルトン郡教育学区の区分図

- ニードモア

## 教育

### 公共教育学区
- 中央フルトン教育学区
- フォーブス道路教育学区
- 南フルトン教育学区